# Iset (bihustru)
Iset var en egyptisk prinsessa under Egyptens artonde dynasti. 
Hon var dotter till farao Amenhotep III och drottning Tiye och syster till farao Akhenaton. Hon betraktas som sina föräldrars andra dotter. Hon gifte sig med sin far och blev en av hans bihustrur. Iset nämns ingenstans efter sin fars död. 